# Mladen Plakalović
Mladen Plakalović (* 25. September 1991 in Sarajevo, SR Bosnien und Herzegowina, SFR Jugoslawien) ist ein bosnischer Skilangläufer.

## Werdegang
Plakalović tritt seit 2007 beim Balkan Cup an. Bei den nordischen Skiweltmeisterschaften 2009 in Liberec belegte er den 115. Rang im Sprint. Im folgenden Jahr errang er bei den Olympischen Winterspielen 2010 in Vancouver den 78. Platz über 15 km Freistil. Den 97. Platz erreichte er bei den nordischen Skiweltmeisterschaften 2011 in Oslo. Im März 2011 erreichte er in Pale mit dem dritten Platz über 10 km Freistil seine erste Podestplatzierung und errang zum Saisonende der Saison 2010/11 den dritten Platz in der Gesamtwertung. Bei den Olympischen Winterspielen 2014 in Sotschi holte er den 82. Platz im Sprint. Im Februar 2015 errang er bei den nordischen Skiweltmeisterschaften 2015 in Falun den 63. Platz über 15 km Freistil. Im selben Monat holte er in Zlatibor über 5 km und 10 km seine ersten Siege im Balkan Cup und erreichte damit den vierten Platz in der Gesamtwertung. In der Saison 2015/16 siegte er in Pale zweimal über 10 km Freistil. Zudem wurde er Dritter in Ravna Gora und erreichte zum Saisonende den zweiten Platz in der Gesamtwertung des Balkan Cups. In der folgenden Saison kam er im Balkancup achtmal auf den dritten Platz und erreichte den vierten Rang in der Gesamtwertung. Bei den nordischen Skiweltmeisterschaften 2017 in Lahti belegte er den 83. Platz im Sprint. Bei den Olympischen Winterspielen 2018 in Pyeongchang kam er auf den 76. Platz über 15 km Freistil.

## Siege bei Continental-Cup-Rennen
| Nr. | Datum            | Ort      | Disziplin      | Serie      |
| --- | ---------------- | -------- | -------------- | ---------- |
| 1.  | 13. Februar 2015 | Zlatibor | 10 km Freistil | Balkan-Cup |
| 2.  | 14. Februar 2015 | Zlatibor | 5 km Freistil  | Balkan-Cup |
| 3.  | 19. März 2016    | Pale     | 10 km Freistil | Balkan-Cup |
| 4.  | 20. März 2016    | Pale     | 10 km Freistil | Balkan-Cup |